# Ammiragliato di Frisia

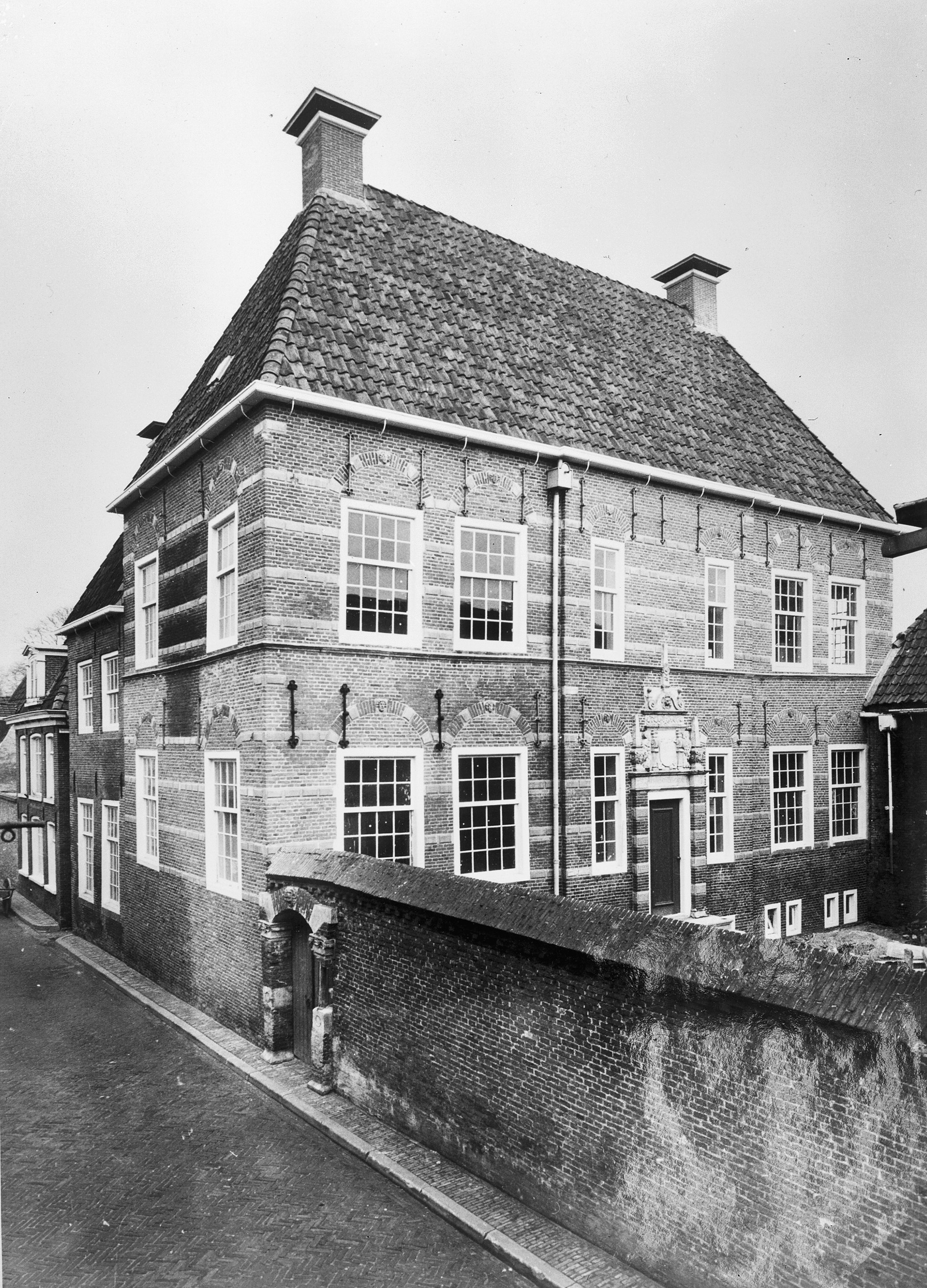
L'edificio dell'Ammiragliato (Het Admiraliteitshuis)

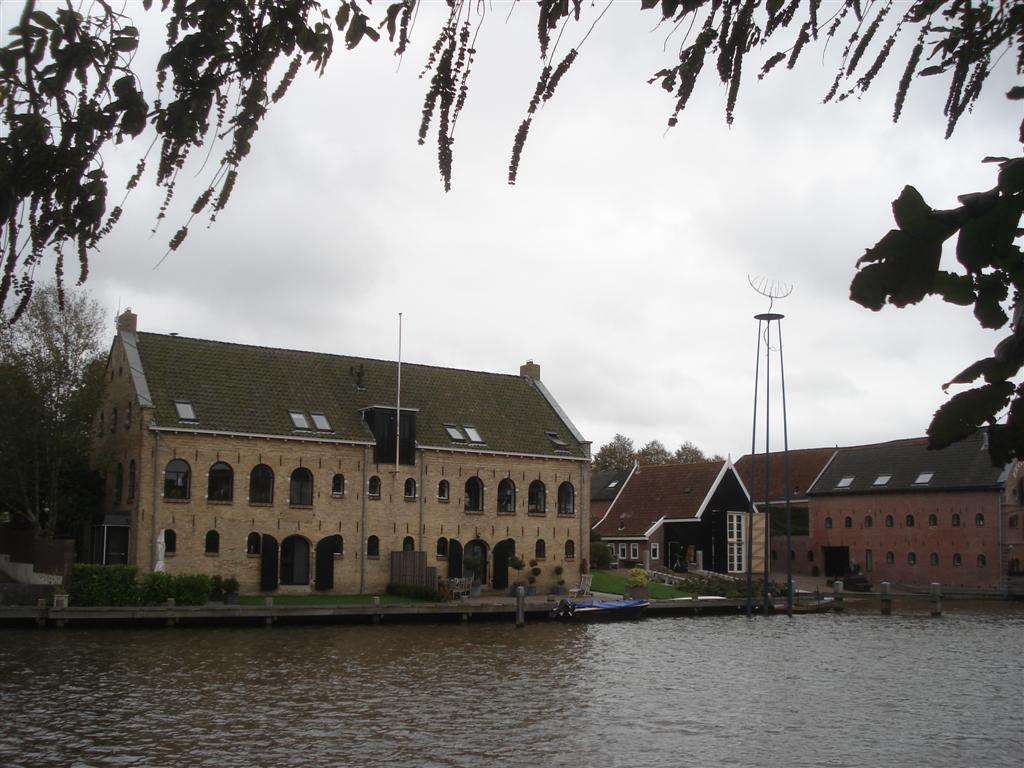
Il molo dell'ammiragliato a Dokkum

L'Ammiragliato di Frisia (in olandese: Admiraliteit van Friesland), attivo dal 6 marzo 1596, fu uno dei cinque ammiragliati olandesi al tempo delle Province Unite, i quali erano suddivisi in cinque "collegi".
Fu attivo fino a quando, il 27 febbraio 1795, durante le riforme della Repubblica di Batavia, il "Comitato per gli affari della Marina" (Comité tot de Zaken der Marine) rimpiazzò i vari collegi degli ammiragliati.